# Granatnik M79
M79 – amerykański granatnik jednostrzałowy. Inna nazwa to Thumper.

## Historia konstrukcji
Podczas wojny koreańskiej okazało się, że Armia Stanów Zjednoczonych nie posiada broni zapewniającej skuteczne wsparcie na dystansach przekraczających zasięg rzutu granatem ręcznym a mniejszych niż bezpieczny dystans ognia artylerii. Tę rolę miały zapewniać granaty nasadkowe, ale okazało się, że są one co prawda skuteczne, ale ich celność jest niezadowalająca.
W 1952 rozpoczęto program „Niblick”, mający na celu opracowanie nowego granatnika. Po serii analiz uznano, że najlepszy będzie granatnik z dwukomorowym układem miotającym. W 1953 firma Springfield Amory przedstawiła prototypy trzech granatników: pistoletowego, łamanego i trójstrzałowego.
W toku dalszych prób odrzucono najpierw granatnik trójstrzałowy (problemy z magazynkiem), a później pistoletowy. Do dalszych prac skierowano granatnik łamany (była to konstrukcja płk Roya E. Rayle'a wzorowana na myśliwskiej strzelbie Stevensa).
W następnych latach trwały wszechstronne próby i w 1961 granatnik został wprowadzony do uzbrojenia jako M79. Już pierwsze doświadczenia wojny wietnamskiej dowiodły, że M79 jest bronią bardzo skuteczną. Pojawiły się także głosy krytyczne. Za największą wadę broni uważano konieczność uzbrojenia strzelca granatnika w drugą broń służącą do samoobrony. Dlatego postulowano opracowanie zestawu karabin-granatnik.
Wersja M79 przeznaczona do podwieszania pod karabin M16 powstała w ramach programu Special Purpose Individual Weapon. Jej konstruktorami byli Carl Lewis i Roy E. Earle. W 1967 do Wietnamu dotarła partia 6000 granatników oznaczonych jako XM148. Jednak testy w warunkach polowych wykazały, że wersja podlufowa jest zawodna i trudna w ładowaniu. Były także problemy z celowaniem z podwieszonego granatnika.
Problemy z XM148 sprawiły, że ogłoszono nowy konkurs na granatnik podwieszany, którego zwycięzcą została firma AAI Corporation. Po rozpoczęciu produkcji zaprojektowanego w tej firmie granatnika M203 produkcję M79 ograniczono, a później zatrzymano. Z czasem granatnik M203 wyparł M79 z uzbrojenia.
Granatnik M79 ponownie znalazł się na uzbrojeniu żołnierzy amerykańskich w 2003. Okazało się, że granaty 40 mm są doskonałym środkiem do niszczenia ładunków wybuchowych rozmieszczanych wzdłuż dróg przez iracki ruch oporu a bardziej celny M79 lepiej nadaje się do tego celu niż M203.

## Wersje granatnika
- M79 – granatnik samodzielny
- XM148 – granatnik podlufowy
- Daewoo KM79 – wersja licencyjna M79 produkowana w Korei
- Milkor M79 – zmodyfikowana wersja M79 produkowana w RPA

## Opis konstrukcji
Granatnik M79 jest bronią jednostrzałową. Zasadniczymi częściami granatnika są lufa, łoże, mechanizm spustowy i kolba. Na lufie umieszczone są przyrządy celownicze składające się z muszki i celownika ramkowego.